# 何冲
何冲（1987年6月10日—），广东湛江人，中国男子跳水运动员，以“难度王”著称，是奥运会、亚运会、跳水世界杯、世界游泳錦標賽男子三米跳板项目金牌“大满贯”获得者，毕业于中山大学公共管理专业，其胞弟为中国国家跳水队成员何超。

## 簡歷
1993年，何冲加入湛江市赤坎区业余体校跳水队，开始其运动生涯。2004年，何冲入选中国国家跳水队。2005年，在蒙特利爾举行的2005年世界游泳錦標賽上获得男子雙人三米跳板冠军，个人三米跳板第三名，是其获得的第一个世界冠军。2006年，在多哈亚运会中获得跳水男子双人三米跳板、男子三米跳板两枚金牌。2008年，获得第16届国际泳联跳水世界杯男子三米跳板冠军、北京奥运会男子三米跳板金牌。2009年，在世界游泳錦標賽奪得男子三米跳板冠军。2010年，作为广州亚运会最后一棒火炬手点燃本届亚运会的主火炬，获得第17届国际泳联跳水世界杯男子三米板冠军、广州亚运会跳水男子三米板金牌。2011年，在第15届世界游泳锦标赛跳水男子三米板中卫冕。2012年，何冲获得第18届国际泳联跳水世界杯男子三米板冠军，实现了跳水世界杯比赛的三连冠，在伦敦奥运会跳水男子三米跳板比赛中失利，不敌俄罗斯选手伊爾雅·扎哈洛夫和队友秦凯，仅获得一枚铜牌。2013年，何冲获得第16届世界游泳锦标赛跳水男子三米跳板、男子双人三米跳板冠军。2014年，获得第19届国际泳联跳水世界杯男子三米跳板冠军，成为该赛事历史上第一位在个人赛中实现四连冠的选手。2015年，何冲退出中国国家跳水队。2016年8月19日，在微博宣布正式退役。
退役后，何冲曾参与《奇葩大会》《童话侠》《爱的旅行》等综艺节目。2024年，为香港无线电视担任巴黎奥运会现场解说员。